# La Chaussée-Tirancourt
La Chaussée-Tirancourt – miejscowość i gmina we Francji, w regionie Hauts-de-France, w departamencie Somma.
Według danych na rok 1990 gminę zamieszkiwały 673 osoby, a gęstość zaludnienia wynosiła 54 osoby/km² (wśród 2293 gmin Pikardii La Chaussée-Tirancourt plasuje się na 421. miejscu pod względem liczby ludności, natomiast pod względem powierzchni na miejscu 304.).